# Atkinson, Illinois
Atkinson är en ort i Henry County i delstaten Illinois, USA.